# Cadra
Cadra é um gênero de mariposa pertencente à família Crambidae.